# Rivière des Grands Méchins Ouest
Pour les articles homonymes, voir Méchin.
La Rivière des Grands Méchins Ouest est un affluent de la rive gauche de la rivière des Grands Méchins, laquelle coule vers le nord jusqu'au littoral sud du Fleuve Saint-Laurent dans la municipalité Les Méchins dans la municipalité régionale de comté (MRC) de La Matanie, dans la région administrative de la Bas-Saint-Laurent, au Québec, au Canada.

## Géographie
La rivière des Grands Méchins Ouest prend sa source d'un petit lac (altitude: 435 m) situé dans les monts Chic-Chocs au nord-est des Lacs des Petits Chic-Chocs, et de ruisseaux de montagne situés dans la péninsule gaspésienne. Cette source est située au sud-est du littoral sud de l'estuaire maritime du Saint-Laurent, au nord de la limite du Parc national de la Gaspésie et au nord-est de la limite du canton de Cherbourg.
À partir de sa source, la rivière des Grands Méchins Ouest coule vers le nord-est sur environ 9 km répartis selon les segments suivants :
- jusqu'à la confluence d'un ruisseau venant du sud-ouest ;
- dans une vallée encaissée, jusqu'à la confluence d'un ruisseau venant de l'ouest ;
- dans une vallée encaissée, jusqu'à sa confluence[2].

## Toponymie
Le terme « Méchin » est un patronyme de famille d'origine française.
Le toponyme rivière des Grands Méchins Ouest a été officialisé le 5 décembre 1968 à la Commission de toponymie du Québec.